# La Sínia
La Sínia és un disseminat de població del municipi de Puigpelat, Alt Camp.
Es troba a uns 200 m al sud del nucli urbà de Puigpelat, a uns 250 m d'altitud. El 2010 la Generalitat de Catalunya va aprovar un projecte de revitalització de la urbanització de la Sínia, el que va contribuir a una augmentació de la població del municipi.